# Saint-Geniès-de-Malgoirès
Saint-Geniès-de-Malgoirès település Franciaországban, Gard megyében. Lakosainak száma 3172 fő (2022. január 1.). Saint-Geniès-de-Malgoirès La Calmette, Domessargues, Mauressargues, Montignargues, La Rouvière, Saint-Chaptes, Sauzet és Montagnac községekkel határos.

## Népesség
A település népessége az elmúlt években az alábbi módon változott:
| Lakosok száma | 1084 | 1252 | 1696 | 2460 | 2957 | 2975 | 3007 | 3052 | 3067 | 3172 |
|               | 1968 | 1982 | 1990 | 2006 | 2013 | 2015 | 2017 | 2019 | 2020 | 2022 |